# آیبولیت-۶۶
«آیبولیت-۶۶» (روسی: Айболит-۶۶) یک فیلم کمدی برای کودکان است به کارگردانی رولان بیکوف که در سال ۱۹۶۷ منتشر شد.
از بازیگران آن می‌توان به اولگ یفریمف و فرونزیک مکرتچیان اشاره کرد.